# Mesocletodes commixtus
Mesocletodes commixtus is een eenoogkreeftjessoort uit de familie van de Argestidae. De wetenschappelijke naam van de soort is voor het eerst geldig gepubliceerd in 1973 door Coull.